# Quận Jackson, Missouri
Quận Jackson là một quận thuộc tiểu bang Missouri, Hoa Kỳ. Theo điều tra dân số năm 2000 của Cục điều tra dân số Hoa Kỳ, quận có dân số 654.880 người 2, ước tính dân số năm 2008 là 668.417 người., là quận đông dân thứ nhì ở tiểu bang Missouri, sau quận St. Louis. Quận lỵ đóng ở Independence tuy nhiên Thành phố Kansas có vai trò là quận lỵ thứ nhì của chính quyền quận 6.

## Địa lý
Theo Cục điều tra dân số Hoa Kỳ, quận có tổng diện tích km2, trong đó có km2 là diện tích mặt nước.